# مورگان ۳۱۸۰
سیارک ۳۱۸۰ (به انگلیسی: 3180 Morgan، نامگذاری:1962RO) سه هزار و صد و هشتادمین سیارک کشف شده‌است که در ۷ سپتامبر ۱۹۶۲ کشف شد.
قدر مطلق سیارک برابر ۱۴٫۶۰ است.